# Francesco Antonio Lucifero
Francesco Antonio Lucifero, barone di Aprigliano (Crotone, XVIII secolo – Crotone, 3 aprile 1799), è stato un politico, patriota e rivoluzionario italiano.

## Biografia
Sindaco della città pitagorica durante la Repubblica Napoletana, decise di aderire alla Rivoluzione del 1799 arrivando così a diventare il leader delle truppe ribelli. Fu però catturato dall'esercito sanfedista del cardinale Fabrizio Ruffo, in quanto ritenuto uno dei principali responsabili dell'avvio dei moti giacobini crotonesi. Insieme a lui vennero fatti prigionieri altre due ribelli crotonesi, Bartolo Villaroja e Giuseppe Suriano; vi fu tra loro anche un siciliano, Giuseppe Ducarne, originario di Licata (AG).
Con sentenza del 31 marzo per reato di lesa maestà, Lucifero venne condannato a morte e fucilato il 3 aprile 1799 insieme agli altri tre ribelli all'interno del castello-fortezza di Crotone.

## Riconoscimenti
- A lui è intitolata l'omonima via situata all'interno del centro storico di Crotone.